# Zelandopsis morimotoi
Zelandopsis morimotoi är en kvalsterart som beskrevs av Imamura 1977. Zelandopsis morimotoi ingår i släktet Zelandopsis och familjen Aturidae. Inga underarter finns listade i Catalogue of Life.